# Newton de Andrade Collaço
Newton de Andrade Collaço (Tubarão, 29 de outubro de 1920 — Braço do Norte, 24 de janeiro de 1990) foi um farmacêutico brasileiro.

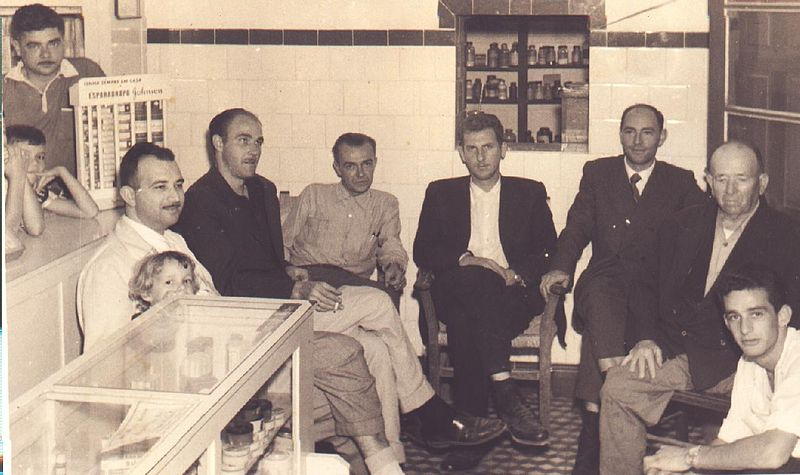
"Roda de Chimarrão" da Farmácia São Salvador. Da esquerda para a direita Pedro Augusto Gerlach Collaço (parcialmente visível), Germano Gerlach Collaço, Newton de Andrade Collaço (os três primeiros atrás do balcão), Wilson Francisco Lapa (formado na Faculdade de Medicina da Universidade Federal do Rio Grande do Sul, em 1952), Maria Christina Gerlach Collaço, Lourenço Oenning, Heriberto Effting, Danilo Michels, Oswaldo Wolff Dick (formado na Faculdade de Medicina da Universidade Federal do Rio Grande do Sul, em 1951), José Luiz Dick e Zeldevindemar Perraro. Década de 1950.

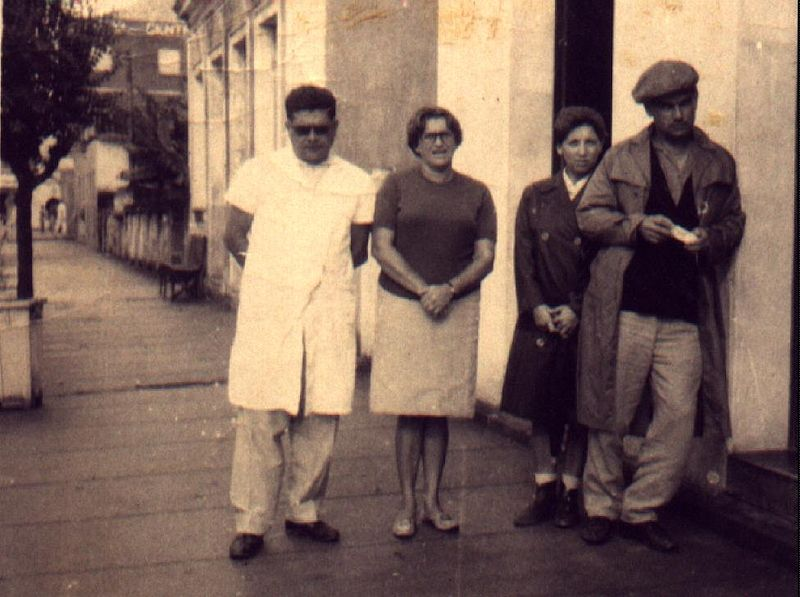
A partir da esquerda o farmacêutico Newton de Andrade Collaço, sua mulher Irma Gerlach Collaço, a médica Neyde Luzia Valente Schuler e seu marido o médico Ilson Carlos Schuler (formado pela Universidade Federal do Paraná, em 1957), em frente à Farmácia São Salvador, década de 1950, na Praça Coronel Collaço. A casa atrás de Newton era então moradia de Augusto Witthinrich, vendo-se em último plano o Hotel Central, de João Estanislau Ângelo.

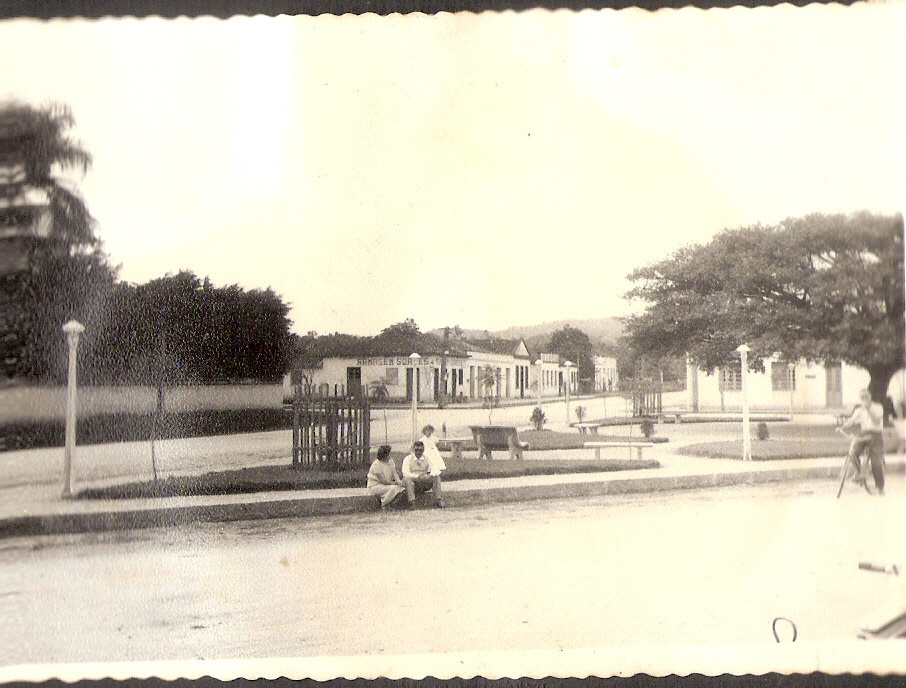
Praça Coronel Collaço, década de 1950. Irma Gerlach Collaço e Newton de Andrade Collaço, com a filha Maria Christina. Ao fundo identifica-se o Armazém Soares, de Satiro Soares.

## Carreira
Iniciou a carreira de farmacêutico em Florianópolis, fixando-se em Braço do Norte em 1946, como funcionário da Farmácia São Salvador, na Praça Coronel Collaço, de propriedade de Alexandre Sandrini e do médico David Cutin (formado na Faculdade de Medicina da Universidade Federal do Rio Grande do Sul, em 1937). Foi posteriormente sócio e em seguida proprietário da mesma.
A Farmácia São Salvador foi ponto de encontro dos políticos locais, na então afamada "roda de chimarrão", notadamente nas décadas de 1950 a 1990.
Sepultado no Cemitério Municipal de Braço do Norte com sua mulher Irma Gerlach Collaço.